# Peso venezuelano
Il peso è stata una valuta del Venezuela fino al 1874.

## Storia
Fino al 1821 in Venezuela circolò il real coloniale spagnolo. Tra il 1802 e il 1821 la zecca di Caracas emise il real. Nel 1811 furono proclamati gli Stati Uniti del Venezuela (in spagnolo: Estados Unidos de Venezuela) che emisero carta moneta denominata in reales e pesos, con 8 reales = 1 peso. Il real colombiano circolò in Venezuela dal 1821, con alcune monete coniate a Caracas. Nel 1837 il real colombiano fu sostituito dal peso colombiano. Nel 1843 il Venezuela introdusse la propria valuta, il peso, di valore pari alla valuta colombiana. Era suddiviso in 10 reales, ciascuno dei quali a sua volta pari a 10 centavos. Il peso fu rimpiazzato nel 1874 dal venezolano alla pari.

## Monete
Nel 1843 vennero introdotte monete di rame in tagli da ¼, ½ e 1 centavo. A queste seguirono nel 1858 monete d'argento da ½, 1, 2 e 5 reales. Nel 1863 furono emesse monete d'argento da 10 reales (1 peso), sebbene la maggior parte di queste vennero più tardi fuse.

## Banconote
Nel 1811 gli Estados Unidos de Venezuela emisero banconote in tagli da 2 reales, 1, 2, 4, 5 e 10 pesos. Nel 1849 il Tesoro emise banconote da 5 pesos, che furono seguite da emissioni governative da 5, 10, 50, 100, 500 e 1 000 pesos dal 1859. A partire dal 1860 furono emesse banconote da 8 reales e 20 pesos.